# Acranthera siliquosa
Acranthera siliquosa är en måreväxtart som beskrevs av Cornelis Eliza Bertus Bremekamp. Acranthera siliquosa ingår i släktet Acranthera och familjen måreväxter. Inga underarter finns listade i Catalogue of Life.